# Кернс
Кернс (енгл. Cairns) је град Аустралији у савезној држави Квинсленд. Према попису из 2006. у граду је живело 98.349 становника.

## Становништво
Према попису, у граду је 2006. живело 98.349 становника.
| 1991.  | 1996.  | 2001.  | 2006.  |
| ------ | ------ | ------ | ------ |
| 64.463 | 92.273 | 98.981 | 98.349 |

## Партнерски градови
- Рига
- Minami
- Lae
- Џанђанг
- Ојама
- Сонгнам